# Front Południowo-Zachodni (II RP)
Front Południowo-Zachodni – związek operacyjny Wojska Polskiego utworzony rozkazem Wodza Naczelnego gen. Józefa Piłsudskiego z 15 czerwca 1919, scalający Front Śląski i Front Cieszyński, utworzone 22 maja. 19 października przemianowany na Front Śląski.

## Historia
Wraz ze wzrostem napięcia w stosunkach polsko-niemieckich rosło zagrożenie starcia zbrojnego. Potwierdzała to koncentracja wojsk niemieckich koło Torunia i na Górnym Śląsku, szacowana na 300 tysięcy żołnierzy. Polskie Naczelne Dowództwo przewidywało silne uderzenie Reichswehry na Wielkopolskę oraz mniejsze na Warszawę i Suwałki. W związku z tym postanowiono przeciwstawić tym siłom 4 wyższych związków operacyjnych (frontów). Jednymi z nich były Front Śląski i Cieszyński, jednak dowództwo uznało, że pojedynczo są zbyt słabe i scaliło je we Front Południowo-Zachodni i włączyło w skład kilka dodatkowych dywizji.
W przypadku uderzenia niemieckiego jednostki Frontu miały mieć następujące położenie:
- 1 psb - Wieluń
- 7 DP - Starokrzepice-Myszków
- 2 DSP - Koziegłowy-Wisła
- 6 DP - Przemsza-Strumień

W odwodzie znajdowała się 1 Dywizja Strzelców Polskich.
Latem 1919 generałowie niemieccy, Max Hoffmann i Kurt von dem Borne zdecydowali podjąć lokalne uderzenia, mające na celu sprowokowanie strony polskiej do odwetu i tym samym rozpętania wojny polsko-niemieckiej. W nocy z 22 na 23 czerwca Niemcy zaatakowali niewielkimi siłami polską placówkę graniczną nad Liswartą koło Bolesławca i zostali odparci. 24 czerwca artyleria ostrzelała Bolesławiec i Wieruszów, po czym nastąpiło natarcie niemieckie na te miejscowości. Zostali oni powstrzymani przez 1 pułk Strzelców Bytomskich i odrzuceni na poprzednie pozycje. Kolejne niewielkie incydenty powtarzały się przez lato, przy czym po podpisaniu przez Niemcy traktatu wersalskiego 28 czerwca były one znacznie słabsze.
Ostatecznie do wybuchu wojny nie doszło i stopniowo jednostki były wysyłane na wschód, a Front Śląski został rozwiązany (wraz z resztą frontów) 23 marca 1920.

## Dowództwo i skład
| - dowódca - gen. dyw. Dominique Joseph Odry - OdeB: - 1 Pułk Strzelców Bytomskich (późniejszy 75 pp) - dowódca - płk Franciszek Latinik - OdeB: - 6 Dywizja Piechoty | Od 19 października Front Śląski - dowódcy - gen. por. Józef Haller (15 czerwca - 19 października 1919) - płk Franciszek Latinik (19 października 1919 - 23 marca 1920) - OdeB: - 1 Pułk Strzelców Bytomskich (późniejszy 75 pp) - 1 Dywizja Strzelców Polskich (późniejsza 13 Kresowa DP) - 2 Dywizja Strzelców Polskich - 6 Dywizja Piechoty - 7 Dywizja Piechoty - V Grupa Lotnicza Łącznie 34 tysiące żołnierzy (28 czerwca) |